# Scarpanta
Scarpanta är ett släkte av insekter. Scarpanta ingår i familjen Flatidae.
Kladogram enligt Catalogue of Life:
| Scarpanta | \| \| Scarpanta dohrni \| \| \| \| \| \| Scarpanta fulva \| \| \| \| \| \| Scarpanta mortuifolia \| \| \| \| |
|           | \| \| Scarpanta dohrni \| \| \| \| \| \| Scarpanta fulva \| \| \| \| \| \| Scarpanta mortuifolia \| \| \| \| |
|           | Scarpanta dohrni                                                                                             |
|           | |
|           | Scarpanta fulva                                                                                              |
|           | |
|           | Scarpanta mortuifolia                                                                                        |
|           | |